# Кібератака

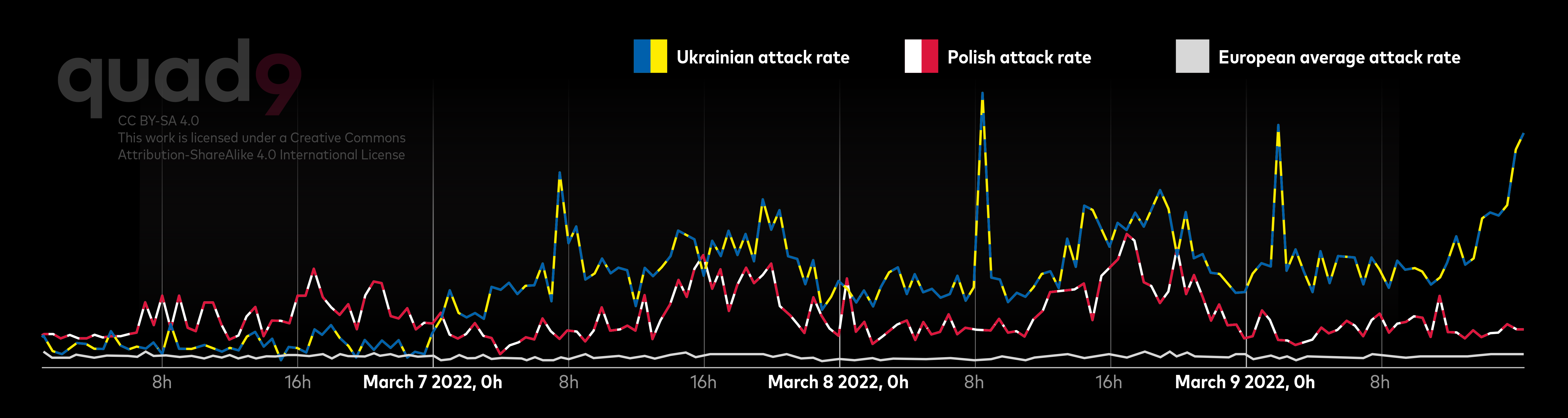
Коефіцієнти кібератак в Україні, березень 2022 року

Кібератака — спроба реалізації інформаційної загрози. Тобто, це дії кібер-зловмисників або шкідливих програм, які спрямовані на захоплення інформаційних даних віддаленого комп'ютера, отримання повного контролю над ресурсами комп'ютера або на виведення системи з ладу.
Під атакою (англ. attack, англ. intrusion) на інформаційну систему розуміють дії (процеси) або послідовність зв'язаних між собою дій порушника, які приводять до реалізації загроз інформаційним ресурсам шляхом використання уразливостей цієї інформаційної системи.

## Типи кібератак
Основними типами атак на інформаційні системи є:
- Віддалене проникнення (remote penetration).
- Локальне проникнення (local penetration).
- Атака на відмову в обслуговуванні (denial of service).
- Мережні сканери (network scanners).
- Сканери уразливостей (vulnerability scanners).
- Зламувачі паролів (password crackers).
- Аналізатори протоколів (sniffers).
- Спам e-mail (Mailbombing).
- Перехоплення каналу зв'язку (Man-in-the-Middle).

### Віддалене проникнення
Віддалене проникнення (від англ.  Remote penetration) — діяльність кіберзловмисників, які використовують легітимну програму для віддаленого управління комп’ютерами з метою отримання несанкціонованого доступу до інформаційних систем. Наприклад, навесні 2024 року спільними зусиллями Центру кіберзахисту Національного банку України та CERT-UA було зафіксовано та проаналізовано кібератаки, в ході яких жертвам надсилалися електронні листи з посиланням на Dropbox, де містився виконуваний файл (.SCR) розміром близько 33 Мб. При запуску цього файлу на комп’ютері жертви відбувається завантаження, декодування та виконання шкідливого Python-коду, який у свою чергу запускає легітимну програму SuperOps RMM. Це надавало зловмисникам несанкціонований віддалений доступ до комп’ютера жертви.

### Атака на відмову в обслуговуванні
DoS (від англ.  Denial of Service — відмова в обслуговуванні) — атака, що має своєю метою змусити сервер не відповідати на запити. Такий вид атаки не передбачає отримання деякої секретної інформації, але іноді буває підмогою в ініціалізації інших атак. Наприклад, деякі програми через помилки в своєму коді можуть викликати виняткові ситуації, і при відключенні сервісів здатні виконувати код, наданий зловмисником або атаки лавинного типу, коли сервер не може обробити величезну кількість вхідних пакетів.
DDoS (від англ. Distributed Denial of Service — розподілена DoS) — підтип DoS-атаки, що має ту ж мету, що і DoS, але що проводяться не з одного комп'ютера, а з декількох комп'ютерів в мережі. У даних типах атак використовується або виникнення помилок, що призводять до відмови сервісу, або спрацьовування захисту, що приводить до блокування роботи сервісу, а в результаті також до відмови в обслуговуванні. DDoS використовується там, де звичайний DoS неефективний. Для цього кілька комп'ютерів об'єднуються, і кожен виробляє DoS-атаку на систему жертви. Разом це називається DDoS-атака.
Будь-яка атака являє собою не що інше, як спробу використовувати недосконалість системи безпеки жертви або для отримання інформації, або для нанесення шкоди системі, тому причиною будь-якої вдалої атаки є професіоналізм крекерів і цінність інформації, а також недостатня компетенція адміністратора системи безпеки зокрема, недосконалість програмного забезпечення та недостатня увага до питань безпеки в компанії в цілому.

### Аналізатори протоколів(sniffers)
Також досить поширений вид атаки, заснований на роботі мережевої карти в режимі promiscuous mode, а також monitor mode для мереж Wi-Fi. В такому режимі всі пакети, отримані мережевою картою, пересилаються на обробку спеціальному додатку, званому сніффером. В результаті зловмисник може отримати велику кількість службової інформації: хто, звідки і куди передавав пакети, через які адреси ці пакети проходили. Найбільшою небезпекою такої атаки є отримання самої інформації, наприклад логінів і паролів співробітників, які можна використовувати для незаконного проникнення в систему під виглядом звичайного співробітника компанії.

### Mailbombing
Вважається найстарішим методом атак, хоча суть його проста і примітивна: велика кількість поштових повідомлень роблять неможливими роботу з поштовими скриньками, а іноді і з цілими поштовими серверами. Для цієї мети було розроблено безліч програм, і навіть недосвідчений користувач може зробити атаку, вказавши всього лише e-mail жертви, текст повідомлення, і кількість необхідних повідомлень. Такі програми дозволяють ховати реальний IP-адрес відправника, використовуючи для розсилки анонімний поштовий сервер. Цій атаці  складно запобігти, так як навіть поштові фільтри провайдерів не можуть визначити реального відправника спаму. Провайдер може обмежити кількість листів від одного відправника, але адреса відправника і тема часто генеруються випадковим чином.

### Man-in-the-Middle
Вид атаки, коли зловмисник перехоплює канал зв'язку між двома системами, і отримує доступ до всієї інформації, що передається. При отриманні доступу на такому рівні зловмисник може модифікувати інформацію потрібним йому чином, щоб досягти своєї цілі. Мета такої атаки — незаконне отримання, крадіжка або фальсифікування переданої інформації, або ж отримання доступу до ресурсів мережі. Такі атаки вкрай складно відстежити, оскільки зазвичай зловмисник знаходиться всередині організації.

## Урядові політики
Уряди різних країн мають різні політики реакції на кібератаки проти інформаційних систем країни.

### США
26 липня 2016 року Президент Сполучених Штатів Америки Барак Обама підписав наказ (директиву) PPD-41, якою доповнив вже чинне законодавство новими правилами реагування на істотні кібератаки на важливі інформаційні системи країни (як урядові, так і приватні). Даним наказом визначено:
1. Кіберінцидент. Подія, що відбулась в, чи спричинена через комп'ютерну мережу, яка ставить під загрозу цілісність, конфіденційність, або доступність комп'ютерів, інформаційних або комунікаційних системи або мереж, реальної або віртуальної інфраструктури контрольованої комп'ютерами або інформаційними системами, або присутньої в них інформації. Також до кіберінцидентів можуть бути віднесені вразливості в інформаційних системах, процедурах кібербезпеки, внутрішньому управлінні або реалізації, які можуть бути використані як загроза.
2. Важливий кіберінцидент. Інцидент або сукупність інцидентів, які можуть завдати істотної шкоди національній безпеці, міжнародним відносинам, економіці Сполучених Штатів або суспільному спокою, громадянським свободам, безпеці та здоров'ю громадян Сполучених Штатів.

Також даним наказом запроваджено градацію рівня загрози від кібератак, аналогічну терористичній. Шкала має 6 градацій: від рівня 0 (білий), до рівня 5 (чорний), з проміжними рівнями 1 (зелений), 2 (жовтий), 3 (помаранчевий) та 4 (червоний).

### Україна
Законодавство України визначає: Кібератака — спрямовані (навмисні) дії в кіберпросторі, які здійснюються за допомогою засобів електронних комунікацій (включаючи інформаційно-комунікаційні технології, програмні, програмно-апаратні засоби, інші технічні та технологічні засоби і обладнання) та спрямовані на досягнення однієї або сукупності таких цілей:
- порушення конфіденційності,
- цілісності,
- доступності електронних інформаційних ресурсів, що обробляються (передаються, зберігаються) в комунікаційних та/або технологічних системах,
- отримання несанкціонованого доступу до таких ресурсів;
- порушення безпеки, сталого, надійного та штатного режиму функціонування комунікаційних та/або технологічних систем;
- використання комунікаційної системи, її ресурсів та засобів електронних комунікацій для здійснення кібератак на інші об'єкти кіберзахисту[6].

### Північна Корея
Північна Корея використовує кіберзлочинців, щоб отримати іноземну валюту. За період із січня 2017 по вересень 2018 північнокорейські кіберзлочинці за допомогою кібератак вкрали із іноземних бірж криптовалюти $500 млн (за даними ООН).